# 哈氏穗肩䲁
哈氏穗肩䲁（學名：Cirripectes hutchinsi），又稱哈氏項鬚䲁，為輻鰭魚綱鳚形目䲁科穗肩䲁屬的一種，分布於澳洲西部海域，深度1至22公尺，本魚體呈長橢圓形且側扁，上唇小圓齒36-42顆，鰓耙23-29，頭部感覺孔系統複雜，眶上12-29觸鬚，鼻8-9觸鬚，頸項35-42觸鬚，全身無鱗片，具4組頸棘，每組最腹側的頸棘均生長在略微擴張的頸瓣上，體色因地域有所差異，從紅色、棕色到黑色，有多變的斑點和淺色條紋，黃色到橙色的虹膜，背鰭硬棘12-13枚、背鰭軟條13-14枚、臀鰭硬棘2枚、臀鰭軟條15-16枚，體長可達10.6公分，成魚棲息在岩岸湧浪區，通常躲在洞穴，一旦遇危險時以倒游方式躲入小洞穴中，僅露出頭部注視敵人，具領域性，幼魚為浮游性，雌魚產附著性卵，雄魚有護卵行為。